# Luchthaven Norilsk Alykel
Luchthaven Norilsk Alykel (Russisch: Аэропорт Алыкель) of luchthaven Norilsk is een luchthaven voor de burgerluchtvaart gelegen in het noorden van de Russische kraj Krasnojarsk en is verbonden aan het mijnbouwgebied rond Norilsk (46 km). De luchthaven heeft 1 startbaan van 3430 meter en is geschikt voor vliegtuigen van de types An-12, An-24, An-26, An-30, An-72, An-74, Il-62, Il-76, Il-86, Tu-134, Tu-154, Tu-204-100 en Tu-204C, Jak-40, Jak-42, Boeing 737 (alle typen), Boeing 757 (alle typen), Airbus A319, Airbus A320 en alle typen helikopters.
Iets ten noorden van het vliegveld ligt het gelijknamige dorp Alykel en rond het vliegveld het dorp Aeroporta. Het vliegveld is vooral gericht op goederenvervoer en werd precies in het midden tussen Doedinka en Norilsk aangelegd. Nadat het vliegveld meer dan 20 jaar niet was gerepareerd, werd het vliegveld in 2001 zelfs gesloten voor sommige typen vliegtuigen, omdat de bodem onder de startbaan en taxibanen ernstig was verzakt. In de jaren daarop werd het vliegveld echter geherstructureerd vanwege haar belang voor het gebied. Qua goederentransport behoorde het vliegveld in 2001 tot de top tien van Rusland.
Het vliegveld werd in de jaren 1950 gebouwd als een uitvalsbasis voor Russische strategische bommenwerpers om de Verenigde Staten te kunnen bereiken (afdeling van de Arctische Bestuursgroep). De luchthaven wordt ook aangevlogen door onderscheppingsvliegtuigen van het 57e IAP (57e Vliegtuigonderscheppingsregiment), die in 1991 een vloot had van 24 Soechoj Soe-15TM vliegtuigen.